# David Furnish
David Furnish (Toronto, 25 de octubre de 1962) es un director y productor de cine canadiense. Desde 2014 está casado con el cantante, pianista y compositor británico Elton John.

## Biografía

### Primeros años
Furnish nació en Toronto, Ontario, hijo de Gladys y Jack Furnish, director de la empresa farmacéutica Bristol-Myers. Tiene un hermano mayor, John, y un hermano menor, Peter. Furnish se graduó en el Sir John A. Macdonald Collegiate Institute en 1981 y se licenció en Administración de Empresas en la Ivey Business School de la Universidad de Western Ontario en London, Ontario, en 1985.

### Carrera
Fue contratado por la agencia de publicidad Ogilvy & Mather y se convirtió en miembro de su Consejo de Administración. Es copresidente de Rocket Pictures junto con su esposo Elton John, y forma parte de la junta directiva de la Fundación Elton John contra el VIH-sida.
Furnish es editor colaborador de la revista Tatler y también es columnista habitual de Interview y GQ. En 2015, fue nombrado uno de los 50 hombres mejor vestidos de Gran Bretaña por GQ. Ha producido o dirigido películas como It's a Boy Girl Thing, Gnomeo y Julieta, Sherlock Gnomes y Rocketman.
En junio de 2019, con motivo del cincuenta aniversario de los disturbios de Stonewall, Queerty lo incluyó, junto con Elton John, en su lista Pride50 de los "individuos pioneros que aseguran activamente que la sociedad siga avanzando hacia la igualdad, la aceptación y la dignidad para todas las personas queer".

## Plano personal
Furnish comenzó una relación sentimental con Elton John en 1993. Este último le propuso matrimonio en mayo de 2005 en una cena con amigos y familiares en Old Windsor. La pareja contrajo unión civil el 21 de diciembre de 2005, el primer día en que las uniones civiles podían realizarse en Inglaterra, en la localidad de Windsor, Berkshire. Su primer hijo, Zachary Jackson Levon Furnish-John, nació el 25 de diciembre de 2010 en California mediante gestación subrogada.
El 11 de enero de 2013, el segundo hijo de la pareja, Elijah Joseph Daniel Furnish-John, nació a través de la misma madre sustituta. Después de que el matrimonio entre personas del mismo sexo fuera legal en Inglaterra y Gales en marzo de 2014, John y Furnish convirtieron retroactivamente su unión civil en matrimonio y celebraron la ocasión con una ceremonia en Windsor, Berkshire, el 21 de diciembre de 2014, el noveno aniversario de su unión civil.

## Filmografía
- Elton John: Tantrums & Tiaras; director (1997)
- Women Talking Dirty; productor (1999)
- Desert Flower; coproductor (1999)
- Kofi Annan: Center of the Storm; productor ejecutivo (2002)
- Fame and Fashion: Inside Gucci – Sex and Fashion; director y guionista (2002)
- Fame and Fashion: Inside Versace – Fame and Fashion; director y guionista (2002)
- It's a Boy Girl Thing; productor (2006)
- Pride and Predator; productor (2009)
- Gnomeo & Juliet; productor (2011)
- Billy Elliot the Musical Live; productor ejecutivo (2014)
- Virtuoso; productor ejecutivo (2015)
- Sherlock Gnomes; productor (2018)
- Rocketman; productor (2019)
- Goodbye Yellow Brick Road: The Final Elton John Performances And the Years That Made His Legend; codirector y productor (2023)